# Amore di perdizione
Amore di perdizione (Amor de Perdição) è un film per la televisione del 1978 diretto da Manoel de Oliveira, tratto dall'omonimo romanzo di Camilo Castelo Branco.

## Trama
Al centro della vicenda compaiono Simão Botelho e Teresa de Albuquerque, provenienti da famiglie che rivali molto diverse per tradizioni e cultura. I due protagonisti si amano alla follia, ma purtroppo Teresa è stata scelta come sposa di suo cugino Baltazar Coutinho. Per cercare di evitare il matrimonio, la donna entra in un convento; poco tempo dopo, Simão, disperato, uccide Baltazar, venendo di conseguenza arrestato. Il padre di Botelho, magistrato, potrebbe aiutare il figlio, ma non lo fa: infatti non riesce a sopportare l'idea che Simão si sia follemente innamorato della figlia del suo acerrimo rivale. Mentre è in isolamento quest'ultimo rimane in contatto con Teresa, grazie all'aiuto della giovane e fedele servitrice Mariana. Successivamente ella però si innamorerà di Simão.
Botelho viene allora condannato a morte, ma poi perdonato e mandato in esilio. Decide allora di andare in India. Mentre Teresa stava salutando per sempre l'uomo amato da una finestra della torre del convento, inciampa e cade tra i piedi della servitrice, morendo. Mariana accompagna Simão verso l'esilio. Durante il viaggio egli muore; la sua salma viene poi gettata in mare. L'innamorata servitrice afflitta dal dolore, decide allora di buttarsi anche lei in acqua.

## Commenti
Il film rientra nella tetralogia che Oliveira «ha chiamato degli "amori frustrati": O Passado e o Presente (1972), Benilde ou a Virgem-Mãe (1975), Amor de Perdição (1978), Francisca (1982). Se tutti gli amori diventano frustrazione, se tutti gli amori sono perdizione, è perché uomo e donna non realizzano, né possono realizzare, la loro aspirazione a essere una sola carne e una sola anima». Tale idea sarà messa in scena in modo esemplare ne Le soulier de satin (1985) con la scena del ballo tra Dona Prouhèze e Don Rodrigo dove «i corpi si uniscono solo quando diventano delle ombre, flutuanti su una tela leggera» Da qui il tema oliveriano dell'androginia: «Dio è androgino» ebbe modo di dichiarare il regista portoghese.

## Produzione
Il film viene prodotto interamente in Portogallo, soprattutto a Coimbra, a Porto (Portogallo), e a Viseu. È stato prodotto da: Instituto Português de Cinema, Centro Português de Cinema, Rádio e Televisão de Portugal, Tobis Portuguesa, e Cinequipa.

## Distribuzione
Il film TV è stato distribuito in vari paesi con date e titoli differenti:
- Portogallo 12 novembre 1978
- Portogallo 16 settembre 1979 (Figueira da Foz Film Festival)
- USA 26 Maggio 1981 (New York) Amor de Perdição: Memórias de uma Família
- Grecia 15 novembre 1999 (Thessaloniki International Film Festival) Erotas olethrou
- Repubblica Ceca 16 novembre 2002 (CinEd@ys Film Week)
- Corea del Sud 10 Ottobre 2011 (Pusan International Film Festival)
- Italia Amor di perdizione
- Polonia Fatalna milosc
- Germania Ovest Das Verhängnis der Liebe
- Francia (distribuito dalla Films sans Frontières)